# Irina Bara
Irina Bara (nació el 18 de marzo de 1995) es una tenista profesional rumana.
Bara hizo su debut en el cuadro principal de la WTA en el BRD Bucharest Open 2015 en el evento de dobles asociado Mihaela Buzărnescu.
Ella debutó en la WTA en individual en el BRD Bucharest Open 2017, donde recibió un Wildcard para el cuadro principal.
Ella hizo su debut en Grand Slam en Roland Garros 2018 en el evento de dobles, donde alcanzó los cuartos de final.

## Títulos WTA (1; 0+1)

### Dobles (1)
| Leyenda                    |
| Grand Slam (0)             |
| Juegos Olímpicos (0)       |
| WTA Tour Championships (0) |
| WTA 1000 (0)               |
| WTA 500 (0)                |
| WTA 250 (1)                |

| N.º | Fecha                 | Torneo         | Superficie | Pareja             | Oponentes en la final             | Resultado        |
| --- | --------------------- | -------------- | ---------- | ------------------ | --------------------------------- | ---------------- |
| 1.  | 31 de octubre de 2021 | Cluj-Napoca II | Dura (i)   | Ekaterine Gorgodze | Aleksandra Krunić Lesley Kerkhove | 4-6, 6-1, [11-9] |

#### Finalista (1)
| N.º | Fecha              | Torneo | Superficie    | Pareja        | Oponentes en la final        | Resultado        |
| --- | ------------------ | ------ | ------------- | ------------- | ---------------------------- | ---------------- |
| 1.  | 6 de abril de 2025 | Bogotá | Tierra batida | Laura Pigossi | Cristina Bucșa Sara Sorribes | 7-5, 2-6, [5-10] |

## Títulos WTA 125s

### Dobles (4–0)
| Resultado | Fecha                    | Torneos      | Superficie    | Pareja             | Oponentes                               | Resultado        |
| --------- | ------------------------ | ------------ | ------------- | ------------------ | --------------------------------------- | ---------------- |
| Campeona  | 12 de septiembre de 2021 | Karlsruhe    | Tierra batida | Ekaterine Gorgodze | Katarzyna Piter Mayar Sherif            | 6-3, 2-6, [10-7] |
| Campeona  | 7 de noviembre de 2021   | Buenos Aires | Tierra batida | Ekaterine Gorgodze | María Lourdes Carlé Despina Papamichail | 5-7, 7-5, [10-4] |
| Campeona  | 20 de noviembre de 2021  | Montevideo   | Tierra batida | Ekaterine Gorgodze | Carolina Alves Marina Bassols           | 6-4, 6-3         |
| Campeona  | 2 de abril de 2022       | Marbella     | Tierra batida | Ekaterine Gorgodze | Katarzyna Kawa Vivian Heisen            | 6-4, 3-6, [10-6] |